# 加成型硅橡胶
加成型硅橡胶属于有机硅序列，是一种合成橡胶。这种硅橡胶分为弹性硅凝胶和硅橡胶。弹性硅凝胶强度较低，而硅橡胶强度较高。加成型硅橡胶硫化前胶料的粘度较低，灌注非常方便，硫化时不放热，无低分子副产物放出，收缩率小，能深度硫化。